# Lomelosia polykratis
Lomelosia polykratis är en tvåhjärtbladig växtart som först beskrevs av Karl Heinz Rechinger, och fick sitt nu gällande namn av W. Greuter och Burdet. Lomelosia polykratis ingår i släktet Lomelosia och familjen Dipsacaceae. Inga underarter finns listade i Catalogue of Life.